# Hassan Gouled Aptidon
Hassan Gouled Aptidon (Lughaya, 15 ottobre 1916 – Gibuti, 21 novembre 2006) è stato un politico gibutiano, primo Presidente di Gibuti.
Originario di Lughaya, piccolo centro nella parte settentrionale della Somalia, ebbe un ruolo importante nella lotta per l'indipendenza del Gibuti.

## Biografia
Fu vice presidente del Consiglio di Governo dal 1958 all'aprile del 1959, fece parte dell'Assemblea nazionale francese (1959-1962) e del Senato (1952-1958). È stato ministro dell'Istruzione nel governo di Ali Aref Bourhan dal 1963 al 1967. In seguito fu Primo ministro tra il maggio 1977 e il luglio 1977.
Nel 1981, Hassan Gouled dichiarò il suo partito, il Raggruppamento Popolare per il Progresso, unico partito legale. In quanto candidato del RPP il 12 giugno del 1981 fu eletto Presidente con l'84,6% dei voti. In seguito alla guerra civile del 1991 vi furono un referendum in seguito al quale fu ammessa la costituzione di altri tre partiti, alle elezioni parlamentari del 1992 parteciparono però solo due partiti e il RPP ottenne tutti i seggi dell'Assemblea Nazionale. Gouled venne rieletto per un quarto mandato nel maggio 1993 con il 60,7% dei voti.